# Xenomyia edwardsi
Xenomyia edwardsi är en tvåvingeart som beskrevs av Fritz Isidore van Emden 1951. Xenomyia edwardsi ingår i släktet Xenomyia och familjen husflugor. Inga underarter finns listade i Catalogue of Life.